# Pompeyanos
Los pompeyanos fueron una de las dos facciones que lucharon en la segunda guerra civil de la República romana. Estaban constituidos por la mayor parte del Senado, constitucionalistas que defendían la legalidad republicana frente la amenaza tiránica que podía suponer Julio César. Estaba compuesta en su mayor parte por optimates, entre los más destacados Pompeyo, Catón de Útica, Cicerón y Metelo Escipión. 
La facción fue liderada por Pompeyo durante la guerra civil hasta su muerte en Egipto, después por Catón hasta su muerte en Útica, y posteriormente por los hijos de Pompeyo hasta su derrota definitiva en la batalla de Munda.